# Uxantis patula
Uxantis patula är en insektsart som beskrevs av Melichar 1902. Uxantis patula ingår i släktet Uxantis och familjen Flatidae. Inga underarter finns listade i Catalogue of Life.